# Music Business Worldwide
Music Business Worldwide (w skrócie MBW) – brytyjska strona internetowa założona 28 października 2014 roku przez byłego redaktora Music Week Tima Inghama, publikująca od 2015 roku bieżące wiadomości i analizy dotyczące przemysłu muzycznego. Należy do niego i do holdingu PMRC.

## Historia i profil
Magazyn internetowy Music Business Worldwide (MBW) założył 28 października 2014 roku Tim Ingham, były redaktor Music Week, uznany w tym samym roku przez The Sunday Times & Debrett's za jednego z 500 najbardziej wpływowych Brytyjczyków na świecie i jednego z 20 najbardziej wpływowych brytyjskich dyrektorów muzycznych. Ingham pisał o przemyśle muzycznym dla takich magazynów jak: The Guardian, The Observer, The Independent, Daily Mail i NME. MBW rozpoczął działalność w 2015 roku stając się wiodącym źródłem globalnych wiadomości, informacji i analiz dotyczących przemysłu muzycznego. W tym samym roku podpisał umowę partnerską z serwisem Business Insider.
W 2016 roku Music Business Worldwide zapoczątkował przyznawanie brytyjskich nagród A&R Awards, w roku następnym – wydawanie swojego pierwszego drukowanego produktu subskrypcyjnego – kwartalnika Music Business UK.
W 2017 roku do Music Business Worldwide dołączył były wydawca Music Week, Dave Roberts. W MBW zajął się rozwojem redakcyjnym i biznesowym, w tym niedawno uruchomionej platformy Music Business Jobs. W tym samym roku Tim Ingham otrzymał Lota Odznakę (Gold Badge) British Academy of Songwriters, Composers and Authors w uznaniu jego wkładu w życie zawodowe społeczności, którą reprezentuje ta organizacja.
W 2018 roku Music Business Worldwide zawarł umowę partnerską z Rolling Stone. W lutym 2020 roku spółka-matka Rolling Stone, Penske Media Corporation, zapowiedziała strategiczną inwestycję kapitałową w Music Business Worldwide. W ramach nowego partnerstwa MBW, który w 2019 roku odnotował 7,3 miliona odsłon, zapowiedział wniesienie swoich eksperckich doświadczeń biznesowych do Rolling Stone. Jak stwierdził prezes i CEO PMC, Jay Penske: „Nadal jesteśmy pod wrażeniem silnych relacji i doświadczenia Tima [Inghama] i MBW w zakresie biznesu muzycznego”. Finansowych warunków transakcji nie ujawniono.
22 października 2020 roku MRC i Penske Media Corporation ogłosiły utworzenie nowej spółki joint venture w celu połączenia swoich firm zajmujących się danymi. Nowo utworzona spółka łączy MRC Data (dawniej Nielsen Music), Alpha Data i Variety Business Intelligence, przy czym MRC i PMC dzielą się równą własnością i kontrolą. PMC i MRC ogłosiły wcześniej utworzenie PMRC Holdings, spółki joint venture skupiającej The Hollywood Reporter, Variety, Rolling Stone, Billboard, Vibe i Music Business Worldwide. Ogłosiły również partnerstwo w zakresie produkcji treści telewizyjnych, filmowych i innych formatów, w ramach którego MRC uzyska dostęp do własności intelektualnej w całym portfolio marek PMRC. 

## Raporty branżowe MBW
Według raportu branżowego Music Business Worldwide, trzy główne wytwórnie muzyczne: Universal Music Group, Sony Music Entertainment i Warner Music Group zarobiły w 2018 roku łącznie 6,93 miliarda dolarów na streamingu. Publikacja przeanalizowała ostatnie zgłoszenia inwestorów od spółki-matki Universal Music Group Vivendi i ustaliła, że wymienione trzy wytwórnie osiągnęły łącznie 19 milionów dolarów dziennych przychodów z usług strumieniowego przesyłania muzyki. W ujęciu godzinnym oznaczało to prawie 800 tysięcy dolarów. Według podobnego raportu, opublikowanego w lutym 2020 roku, wymienione trzy firmy zarabiały w 2019 roku 22,9 miliona dolarów na dobę, czyli blisko milion godzinę ze strumieniowego przesyłania muzyki.